# Tage Lundquist
Tage Walter Lundquist, född den 26 februari 1898 i Helsingborg, död den 9 mars 1963 i Malmö, var en svensk jurist.
Lundquist avlade studentexamen i Helsingborg 1915 och juris kandidatexamen vid Lunds universitet 1920. Efter genomförd tingstjänstgöring 1920–1924 var han tillförordnad fiskal och adjungerad ledamot i Göta hovrätt 1925–1931 och blev assessor där 1932. Lundquist blev hovrättsråd i Göta hovrätt 1935 och i Hovrätten över Skåne och Blekinge 1937. Han var tillförordnad revisionssekreterare 1934–1937 och hade lagstiftningsuppdrag i justitiedepartementet 1935. Lundquist blev riddare av Nordstjärneorden 1938 och kommendör av andra klassen av samma orden 1953. Han vilar på Nya kyrkogården i Helsingborg.